# 的里雅斯特商品交易所

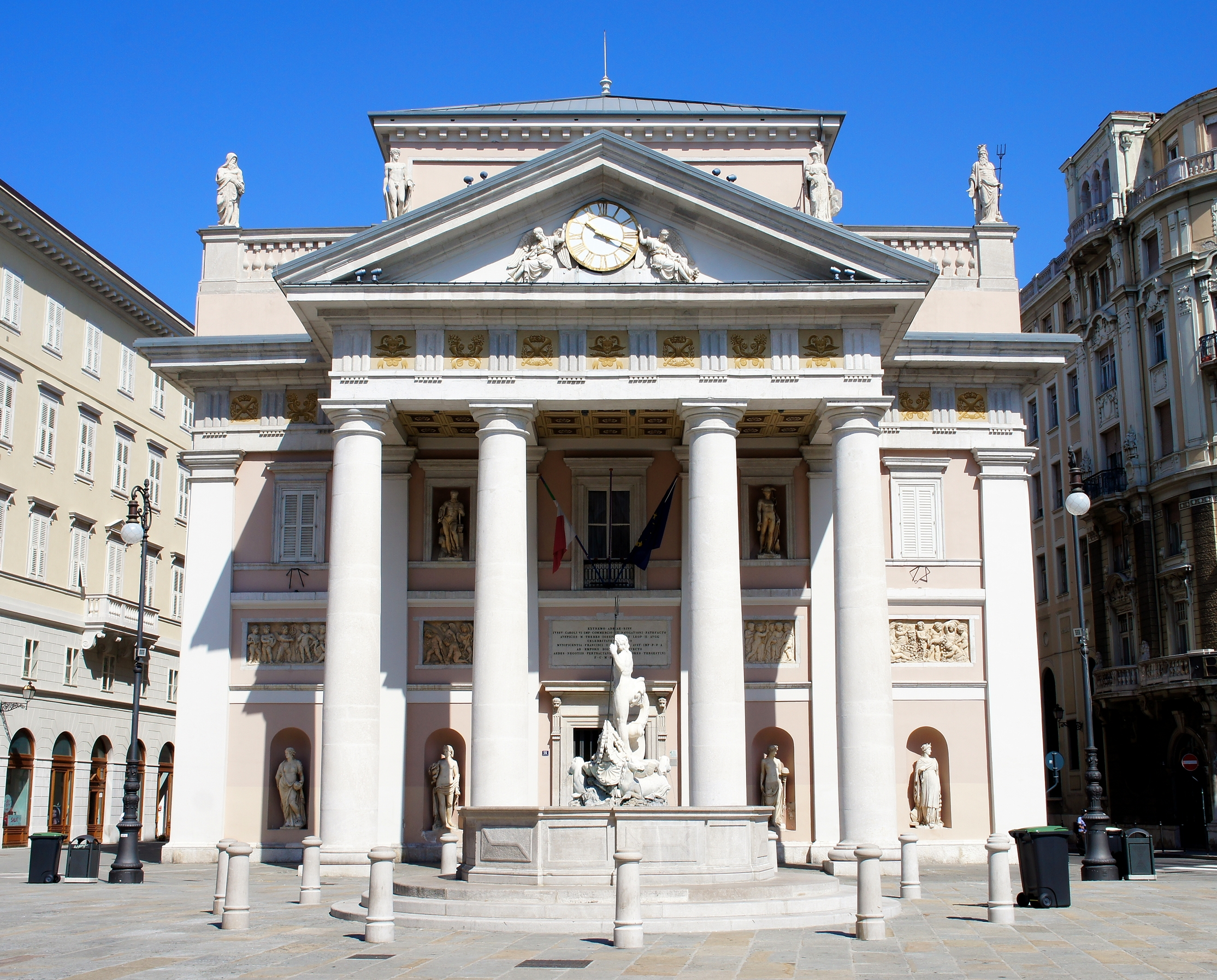
的里雅斯特商品交易所

的里雅斯特商品交易所（義大利語：Borsa merci di Trieste）由玛丽亚·特蕾西娅皇后创建于1755年，是世界上最古老的商品交易所之一。

## 历史
的里雅斯特作为商业中心兴起，是在十八世纪由哈布斯堡帝国查理六世统治期间。自由港为该市的经济发展奠定了基础。
1755年，玛丽亚·特蕾西娅皇后建立了的里雅斯特商品交易所。
随着第一次世界大战的结束，的里雅斯特归属意大利王国，的里雅斯特商品交易所及其有关机构根据意大利法律被吸收到类似的机构中。1920年以后的里雅斯特商品交易所恢复独立运作。